# أدهم مرشد
أدهم مرشد (6 فبراير 1973)، ممثل ومخرج سوري، من مدينة السويداء.

## حياته
من مواليد السويداء، متزوج.

### هجرته من سوريا
هاجر مرشد عام 2014 إلى الولايات المتحدة، وقد صرح بأنه خطط للهجرة قبل اندلاع الحرب في سوريا، نظرا لرغبته في متابعة دراساته المسرحية، ولاستقرار عائلة زوجته في الولايات المتحدة منذ زمن.

## سيرة مهنية
انتسب إلى نقابة الفنانين السوريون في 27 أكتوبر 1998، وهو خريج «المعهد العالي للفنون المسرحية»، أول أعماله كان مسرحية سفر برلك في العام 1994. 

## أعماله

### من أعمال التلفزيون
- 1997: العوسج.
- 1997: الموت القادم إلى الشرق.
- الخربة.
- الجمل.
- الغول.
- آخر أيام التوت.
- شام شريف.
- حكايا ظرفاء ولكن.
- رجال ونساء.
- أبو جانتي.
- التغريبة الفلسطينية.
- القعقاع بن عمرو التميمي.
- التغريبة الفلسطينية
- صبايا 2.

فجر آخر 2007
- على موج البحر.
- الولادة من الخاصرة 3.
- الإمام
- مرايا عشنا وشفنا
- القضية 6008
- عندما تشيخ الذئاب

### من المسرحيات
- البارحة اليوم وغداً.
- منمنمات تاريخية.
- ترانيم.
- حكاية العرائس.
- الفطور الطيبة.
- الأمير الكسول.
- كاريكاتور.

### من الأفلام
- زهر الرمان.
- ولاد العم.[4]

## روابط خارجية
- أدهم مرشد على موقع قاعدة بيانات الأفلام العربية